# Mike Gentili
Michael Anthony Gentili, detto Mike (Leominster, 5 febbraio 1989), è un giocatore di football americano e allenatore di football americano statunitense naturalizzato italiano, runningback dei Dolphins Ancona e della nazionale italiana con cui si è laureato campione d'Europa nel 2021.

## Carriera

### Club
Dopo aver giocato per le squadre di college dei New Hampshire Wildcats e dei Bridgewater State Bears ferma la sua carriera da giocatore per diversi anni, passando ad allenare squadre locali; nel 2018 è ingaggiato dai Ducks Lazio, per i quali gioca anche l'anno successivo, mentre nel 2020 passa prima agli Schwäbisch Hall Unicorns (dove non gioca a causa dello stop ai campionati dovuto alla pandemia di COVID-19 del 2019-2021), poi agli Helsinki Roosters, successivamente agli Örebro Black Knights e infine per un solo incontro ai Banja Luka Rebels. Nel 2021 passa agli Osos de Rivas, per poi tornare a giocare ai Roosters.
Dal 2022 entra nel coaching staff degli Achei Crotone.

### Nazionale
Viene convocato in nazionale per la prima volta nel 2017. Il 31 ottobre 2021 si laurea campione d'Europa con la nazionale dopo aver battuto la nazionale svedese nella finale del campionato europeo per 41-14, nella quale segna anche due touchdown.

## Palmarès

### Nazionale
- Campionato europeo di football americano: 1

Europa 2021

### Club
German Bowl 2022